# Harsh noise wall
Harsh noise wall, también conocido como wall noise, noise wall o HNW, es un subgénero extremo de la música noise, descrito por el periodista musical Russell Williams como "un muro de ruido monolítico consistente, firme y envolvente".
El harsh noise wall presenta ruidos superpuestos para formar un sonido estático. El músico de harsh noise wall Sam McKinlay, también conocido como The Rita, consideraba este género como «la purificación de la escena japonesa del harsh noise» en un crujido más refinado, que cristaliza las cualidades tonales de la distorsión en una textura minimalista de ritmo lento». 
A pesar de mantenerse en gran parte en la clandestinidad, el harsh noise wall ha gozado de un culto de seguidores dentro de la escena de la música noise.

## Características esenciales
- El sonido se arma mediante múltiples capas de ruido distorsionado y estático, produciendo un solo muro sonoro constante y envolvente.
- No hay estructuras musicales convencionales ni desarrollo dinámico: el muro se mantiene uniforme durante toda la pieza.
- La textura del sonido densa, abrasiva y estática es lo central, más que cualquier ritmo, melodía o armonía.

## Estética y recepción
El harsh noise wall se asocia a menudo con una estética nihilista, ritual y confrontativa. En los directos de Vomir, por ejemplo, se ofrece a los asistentes una bolsa de plástico para cubrirse la cabeza, aunque recientemente ha dejado de proporcionarlas, como forma de intensificar la inmersión sonora y cuestionar el consumo cultural. 
Este enfoque radical ha generado un seguimiento culto en la escena underground del noise: festivales dedicados, seguidores devotos y cierta presencia en plataformas de streaming o artes sonoras contemporáneas. 

## Impacto cultural
Aunque permanece en gran medida fuera del circuito comercial, el harsh noise wall ha influido en la escena de la música experimental y de vanguardia. El subgénero se considera un ejemplo extremo de música conceptual que desafía los límites del lenguaje sonoro, priorizando la experiencia sensorial y la disolución de formas tradicionales.
Referencias
1. ↑  Williams, Russell (22 de mayo de 2014). «Live Report: Harsh Noise Wall Festival III». The Quietus. Consultado el 19 de julio de 2017.

Plantilla:Electronica